# Gerichtsbezirk Laas
Der Gerichtsbezirk Laas (slowenisch: sodni okraj Lož) war ein dem Bezirksgericht Laas unterstehender Gerichtsbezirk im Kronland Krain. Er umfasste Teile des politischen Bezirks Loitsch (Logatec) und wurde 1919 dem Staat Jugoslawien zugeschlagen. Der Gerichtsbezirk war der sechstgrößte Gerichtsbezirk der Krain, wies jedoch auch die fünftgeringste Einwohnerzahl auf.

## Geschichte
Der Gerichtsbezirk Laas entstand in Folge eines Ministervortrags vom 6. August 1849, in dem die Grundzüge der Gerichtseinteilung festgelegt wurden. Nachdem im Dezember 1849 die Gebietseinteilung der Gerichtsbezirke sowie die Zuweisung der Gerichtsbezirke zu den neu errichteten Bezirkshauptmannschaften durch die „politische Organisierungs-Commission“ festgelegt worden war, nahmen die Bezirksgerichte der Krain per 1. Juni 1850 ihre Tätigkeit auf. Dem Bezirksgericht Laas wurden durch die Landeseinteilung der Krain im März 1850 die 47 Katastralgemeinden Altenmarkt, Babenfeld, Babnapoliza, Benette, Bösenberg, Dane, Gradischku, Grafenacker, Grossberg, Grossoblack, Heiligengeist, Hitenu, Jerschitze, Iggendorf, Kosarsche, Kraintsche, Kremenza, Laas, Lipsein, Metule, Nadlesk, Neudorf, Oberseedorf, Obloschitz, Osredek, Otawe, Maria Wörth, Podzirku, Pölland, Pudob, Radlek, Raune, Raunik, Runarsk, Saleis, Schilze, Stermetz, Struckeldorf, Studenu, Studenz, Topol, Uscheuk, Werch, Werchnik, Wolfsbach, Zainarje und Raune zugewiesen. War Laas zunächst Teil der k. k. Bezirkshauptmannschaft Adelsberg gewesen, so wurde der Gerichtsbezirk per 10. März 1687 dem neugeschaffenen Bezirk Loitsch zugeschlagen, der aus dem ehemaligen Gerichtsbezirk Planina (jetzt Loitsch) und den Gerichtsbezirken Laas und Idria gebildet wurde.
Der Gerichtsbezirk wies 1880 eine anwesende Bevölkerung von 9.247 Personen auf, wobei 9.194 Menschen Slowenisch und 14 Menschen Deutsch als Umgangssprache angaben. 1910 wurden für den Gerichtsbezirk 8.395 Personen ausgewiesen, von denen 8.291 Slowenisch (98,8 %) und 41 Deutsch (0,5 %) sprachen.
Durch die Grenzbestimmungen des am 10. September 1919 abgeschlossenen Vertrages von Saint-Germain wurde der Gerichtsbezirk Laas zur Gänze dem Königreich Jugoslawien zugeschlagen.

## Gerichtssprengel
Der Gerichtssprengel Laas umfasste infolge der Zusammenfassung der Katastralgemeinden zu Gemeinden 1910 die drei Gemeinden Stari Trg (deutsch: Altenmarkt), Lož (Laas) und Bloke (Oblak).